# 明泊霖
明泊霖（英語：Pranav Mistry, 1981年5月14日—），是第六感科技的主要发明者。他1981年出生于印度帕拉恩普爾，目前是美国麻省理工学院媒体实验室的研究助理。

## 相关资料
- TED视频：第六感科技的惊人潜力 （页面存档备份，存于）
- 第六感科技主页